# Louis Déjoie
Pierre Joseph Louis Déjoie (* 23. Februar 1896 in Port-au-Prince; † 11. Juli 1969 in New York) war ein wohlhabender haitianischer Zuckerpflanzer, Industrieller, Agraringenieur und Grundbesitzer. Als Politiker stand er in Opposition zu François Duvalier und musste im Jahr 1958 ins Exil gehen.

## Leben und Wirken
Déjoie wurde als Sohn von Justin Déjoie und dessen Frau Louise Cevest geboren. Er war Nachfahre eines französischen Sklavenhalters, dem ehemaligen Präsidenten von Haiti, Fabre Geffrard. Mit Suzon Boucard verheiratet hatte er drei Kinder.
Er studierte Agrarwissenschaften in Belgien und gründete in seiner Heimat das Unternehmen Etablissements agricoles et industriels, in dem vorwiegend pflanzliche Öle hergestellt wurden.
Déjoie unterstützte im Januar 1946 die Streiks der Studenten und Schüler, die zum Sturz des Präsidenten Elie Lescot führten. In den Jahren 1946 und 1950 kandidierte er erfolgreich für einen Sitz im Senat Haitis.
Bei den Wahlen in Haiti 1957 trat er als bürgerlicher Kandidat gegen François Duvalier für die Präsidentschaft an. Seine Partei Parti Agricole et Industriel National (PAIN) gewann nur 2 der 37 Sitze in der Abgeordnetenkammer des Landes. In der Präsidentschaftswahl erhielt er selbst nur 26,6 Prozent der Stimmen gegenüber 72,4 Prozent für Duvalier.
Nach der Machtübernahme Duvaliers ging Déjoie ins Exil in die Vereinigten Staaten. Er wurde von Duvalier während der ersten Dekade seiner Regierung oft als einer der Hintermänner und Hauptfinanzierungsquelle seiner Gegnern beschuldigt.
Er starb am 11. Juli 1969 im Alter von 73 Jahren in New York.